# 我們的仙境
《我們的仙境》是小島あきら的日本漫畫作品，由Square Enix所出版，並由J.C.STAFF改編為同名電視動畫。
中文版漫畫由東立出版社出版，DVD則由曼迪傳播在台灣發行。

## 概要
- 漫畫版連載事紀

「我們的仙境」自2000年11月開始，在由Square Enix所出版的漫畫月刊「GANGAN WING」開始連載，其中一段時間作者因病休養，暫停連載，到2006年7月連載結束，共有62話(包含特別篇)，單行本共12本。
- 動畫版播放事紀

動畫版的「我們的仙境」則在2005年1月開始以「まほらば~Heartful Days~」的名稱在東京電視台播放，到2005年6月結束，共26話。
- 特色

本作品漫畫版被歸類在＂戀愛類＂，但與一般戀愛漫畫不同的是，本作品並非著重在複雜的戀愛關係，而在於劇中人物的單純愛戀、親情、友情、生活與人生的道理。
- 故事大綱

故事以一位患有「解離性身分異常症」(一般說法就是「多重人格」)的女主角為核心，敘述其與主角白鳥隆士及房客之間的生活。

## 登場人物
除了在動畫中將部分重要設定做更改外，其他皆以漫畫版最終話為止的設定為基準。
主要登場人物的名字之中，都會帶有代表顏色的文字，如白鳥中的「白」，蒼葉中的「蒼」(代表藍色或綠色)。
至於身為配角的白鳥好友三人組，名字則是影射日本的金融證券公司。

### 鳴瀧莊的房客
除了隆士以外，在這裡的居民們，都有些傷心或不願提及的過去。
- 蒼葉 梢(あおば　こずえ)(配音員：-新井里美)-(日)；詹雅菁(台))

12月21日出生(動畫版在24集是12月22日)，17歲，血型是O型，身高158公分，體重45公斤。
鳴瀧莊的房東，住在管理員室。珠實的好友，就讀於青華短大附屬高中。個性溫柔和善，愛吃酸梅。由於小時候的某些事件，造成了她的多重人格。(漫畫版：因雙親的虐待與遺棄再加上白鳥教她以繪畫來抒發壓力而導致成人格分裂。動畫版：因雙親在旅遊途中車禍身亡，給予他們旅遊券的小梢因此感到十分自責而導致「變身」的開始。)因為她對於可愛的定義模糊不清，所以房間也有一些奇怪的娃娃。
蒼葉梢的多重人格
- 赤坂 早紀(赤坂早紀(あかさか さき))

個性粗暴、豪爽，不過也有細心體貼、正義感十足和清純天真的一面。喜歡個性坦率、說話直接的人(例：珠實)，害怕蝴蝶。
- 金澤 魚子(金沢魚子(かなざわ ななこ))

精神年齡約6歲，對週遭事物都充滿好奇心，興趣是讀繪本。喜歡抱著別人撒嬌，特別對灰原手上的喬尼感到興趣。特徵是頭上的兩根「天線」。
- 綠川 千百合(緑川千百合(みどりかわ ちゆり))

個性非常堅持己見、容易興奮，喜歡Cosplay，常常以「必須穿著對的服飾」為理由強行替房客們換上她所認為適合的服裝，除了珠實之外，其他的房客對她沒輒。喜愛女生，但極端討厭男生。
- 紺野 棗(紺野棗(こんの なつめ))

生性害羞，頗為消極，也不善於與他人談話，不過很會變魔術，似乎是小梢的人格中最聰明的一個。口頭禪是：「...或許吧」。當心情有變化時便以花朵來表示。
- 白鳥 隆士(しらとり　りゅうし)(配音員：白石涼子(日)；李明幸(台))

本故事主角，9月9日出生，長得很像女生。個性溫和，有點遲鈍，是個超級大好人，不過也常常被鳴瀧莊的房客給玩弄於掌心之間。現在正在為了成為一位繪本作家而在皇設計專門學校就讀。說服力極強，往往在自己不知情的情況下成功說服別人(但在第一次說服千百合時卻是失敗，慘遭強行脫衣)。
- 白鳥 隆子(しらとり りゅうこ)

在隆士被灌醉時(動畫版：睡覺時)，被小惠和珠實化粧成女孩子，暱名白鳥隆子。當逃出鳴瀧莊時被翼撞見，使翼因此對她(？)一見鍾情。
- 茶園 珠實(ちゃのはた たまみ)(配音員:堀江由衣(日)；雷碧文(台))

1號房的房客，是小梢從小學4年級認識的好朋友。說話毒辣、習慣拉長尾音。和小梢同間高中，為超自然研究社的「幽靈社員」，對小梢懷有相當的愛意，對常接近小梢的白鳥漸漸產生厭惡感。在任何方面是個天才，為保護小梢，情願犧牲自己。
- 桃乃 惠(ももの めぐみ)(配音員：淺野真澄(日)；楊凱凱(台))

3號房的房客，故事中的甘草人物，但卻曾有自殘的過去。目前自鷲田大學休學中。特長是喝酒、彈鋼琴。於國中時與男朋友(紫羽龍太朗)相遇並交往。男朋友的興趣是電影，因而受其影響也喜愛電影(特愛B、C級電影)。故事一開始是在國外拍電影，在後段回來對桃乃惠求婚，並接到國外去住，於是桃乃惠就離開了鳴瀧莊。
- 黑崎 沙夜子(くろさき さよこ)(配音員：藤原美央子(日)；詹雅菁(台))

5號房的房客，黑崎朝美的母親(但卻沒有血緣)。個性相當消極，但出人意料的，非常的有藝術天份，目前已知會小提琴、雕刻還有勞作(？)。對黑崎的愛堅定不移，在黑崎死後，由沙夜子獨自扛起扶養朝美與照顧家庭的責任。
- 黑崎 朝美(くろさき あさみ)(配音員：天神有海(日)；雷碧文(台))

和沙夜子同住。與沙夜子不同，個性相當積極樂觀。對大人的戀愛感到憧憬。與父親黑崎和母親沙夜子沒有血緣關係，是黑崎從孤兒院領養的孩子，在黑崎死後，與沙夜子一同居住和製作家庭代工賺錢過活。
- 灰原 由起夫(はいばら ゆきお)

生日不明，年齡36歲，身高183公分，體重70公斤。
6號房的房客，極端的沉默，常被忽略，沒什麼存在感。職業是作家，只用手上的布偶講話。年輕時曾不得志，但在蒼葉總一朗的鼓勵下繼續奮鬥，因而如願成為了作家，在總一朗死後，為回報他的恩情，便肩負起照顧被雙親遺棄的小梢與鳴瀧莊的重責。
- 流星喬尼(流星ジョニー(りゅうせいジョニー))(配音員：堀內賢雄(日)；吳文民(台))

灰原由起夫手上的狗布偶。當小梢的雙親遺棄她後，灰原當天返家心想事情不對勁，便急忙趕到鳴瀧莊，卻只看到狼狽的小梢。原本灰原有人群恐懼症，尤其是對小孩子，但為了能夠吸引小梢的注意，便將身邊的狗布偶拾起，利用這布偶與小梢談話。但久而久之，灰原開始太過依賴這布偶，變的更是沉默寡言。

### 皇設計專門學校
- 銀雅()

白鳥的導師，個性和珠實一樣是典型的笑裡藏刀型，對白鳥的作品相當賞識。平日總愛穿著和服上課。但是在元旦參拜時會穿便服。
- 山吹翼(山吹翼(やまぶき　つばさ))

白鳥在專門學校的好友之一，個性好色，喜歡描繪漂亮女生、搭訕(但對小孩子和身材差的女生沒興趣)；在不知情的狀況下對於隆士扮成的女孩子『白鳥隆子』一見鍾情，稱呼她(？)為『麗子小姐』，但在白鳥變裝婉拒他的心意後半個月，與三千代承諾5年後要讓自己有錢。
- 亞麻根瑞穗(亜麻根瑞穂(あまね　みずほ))

白鳥在專門學校的好友之一，總是期待能早點交到男朋友，對翼的色情思想感到反感。
- 藍澤理想奈(

白鳥在專門學校的好友之一，極端的腐女和COSPLAY狂。

### 青華短大附屬高中
- 部長

真實姓名未知，今世的假名是Erica Vermilion，為超自然研究社的社長，崇拜惡魔，喜好被珠實辱罵。給人的感覺很神秘，不過往往在珠實失意時，給予她引人深思的人生道理。非常擅長占卜。
- 空木尋

空木櫻的妹妹，在管絃樂社中擔任指揮。
- 弓道妹妹

小梢與珠實的朋友，屬於弓道部。

### 朝美就讀的中學
- 松葉五月

(台版漫畫又名"早紀",與小梢的其中一個人格擁有相同名稱)
朝美的同班同學，常幫助忙於家庭代工的朝美功課，總是隨身攜帶字典或六法全書之類的書籍，當三千代有奇怪的表現時，便會用書背將她擊昏。
- 淺葱三千代

(台版漫畫又名"美紀")
朝美的同班同學，暴發戶子女，個性喜愛裝模作樣、自視甚高，渴望跟黒崎朝美做朋友。特徵是常帶著兩把扇子。

### 水無月家
- ()(配音員：辻親八)

沙夜子的父親，是一名有錢的藝術雕刻家，個性看似固執，其實內心中常為沙夜子的幸福煩惱。特徵右眼帶著黑色眼罩。
- 水無月 夕(みなづき ゆう)(配音員：三石琴乃)

沙夜子的母親，個性非常慈祥，外表與年紀的差異令人無法想像。非常害怕陽光，在照射陽光後會變的非常不舒服。
- 水無月 真晝(水無月 まひる(みなづき まひる))(配音員：齋藤梨繪)

沙夜子的妹妹，幼小時在義大利成長，對日語不太擅長。因家境富裕，為此常被同學欺負。似乎沒有太多的表情變化。非常的喜歡沙夜子與朝美。
- 橘()(配音員：木下紗華)

水無月家優秀的保鏢兼管家，精通各類武器，也十分的敬業盡職。與真晝一樣，沒有太多的表情變化。特別喜愛熊，房間收集了各式各樣的熊寶寶。非常憧憬夢幻少女般的夢想。
- 空木 櫻(空木桜(うつぎ さくら))(配音員：豬口有佳)

水無月家的管家，一切的大小家務都由她打理，不過個性非常的迷糊，常愈幫愈忙，也因此常被橘教訓。
- 司機先生(運転手さん)

水無月家的司機。

### 雙葉銀座
- 千草旭

甜點店「阿甘堂」的店長，販賣紅豆餅和各式甜點。
- 黃有麗(日本名：鈴木花子)

與白鳥有數次見面之緣的零工生，現在是阿甘堂的店員。在當阿甘堂的店員之前，曾擔任過寶石推銷員、占卜師、救生員和娃娃攤販等各式各樣的零工，但每次白鳥都無法確切辨認出她來。曾犯過幾件罪名：偽造身分(偽造護照)、詐欺(曾試過以高價賣給白鳥亞美利加的犬和改造籤桶讓珠實抽不到好籤)，但對說謊不太在行，每次都會被拆穿。疑似是台灣人，習慣性在語尾加上漢語的語末詞「呦～」。
- 八百屋的歐吉桑

蔬菜店八百屋「八百長」的第三代老闆。
- 書簿書房的店長

曾雇用翼和白鳥擔任一天的臨時工，疑似是三千代的父親(？)。

### 鷲田大學
- 紫羽龍太朗

桃乃在國中時期認識的男生，現在是她的男朋友。國中時曾暗戀著桃乃，對她的感情不因桃乃逃避自我而改變，相反地，卻影響了桃乃走回正途。興趣是電影，為了學習電影而前往法國留學。一年後歸國，與桃乃結婚並接往法國一起留學。
- 本条巧

與桃乃和紫羽是同學，與鈴原相戀中，其戀愛故事記載在"我們的仙境公式本"裡。
- 鈴原綾乃

與桃乃和紫羽是同學，與本條相戀中，其戀愛故事記載在"我們的仙境公式本"裡。

### 其他人
- 黑崎

沙夜子的丈夫，朝美的養父，曾在水無月家擔任園丁，與沙夜子相戀後帶著她一起私奔偷偷結婚，但不久便因意外事故而死亡。
- 鳶田遙

沙夜子在公園遇到的木雕師，非常崇拜沙夜子的天份(?)與水無月丑三，由於外表難以斷定是男是女，因此被三千代與五月誤認成是跟蹤朝美的變態而被修理一頓。
- 蒼葉總一朗

小梢的曾祖父，個性和藹善良，在灰原失意時鼓勵他繼續完成理想，灰原至今依舊很感謝他。年輕時努力留下鳴瀧莊不被拆除，詼諧地留下鳴瀧莊的寶藏給往後的房客。在小梢年約六歲時過世。
- 小梢的雙親

漫畫版：雙方自小梢小時候起便紛爭不斷，在總一朗過世後不久便遺棄小梢遠走他方，生死未卜。
動畫版：雙方和睦融洽，對小梢疼愛有加，在小梢的幫助下出外旅遊，卻發生意外車禍死亡。
- 紫羽琉璃

紫羽與桃乃在法國時所生的女兒，個性非常害羞怕生，喜歡白鳥所畫的繪本。
在作者的另一部新连载作品《我们的学园》中出场时，已经是高中生了。

### 白鳥的繪本畫作
- 春天

白鳥的暑假作業（漫畫版的只是回家作業），內容描述一位失去妻子的丈夫與奇異生物的相遇與分別。
- 那個

生長在丈夫家門前的奇異生物，需要細心的照料才能存活，一段時間裡與丈夫一起生活，但有天卻突然消失不見。
- 亡妻的丈夫

當妻子過世後，過著渾渾噩噩的生活，在遇到"那個"之後，生活再次改變，當與"那個"別離後體認了人生的大道。
- 酸梅公主

白鳥為了喚醒小梢的意識，連夜趕工做出的故事，雖然不太完整，但在小梢的其他人格們與房客們的努力下完成，也成功喚醒小梢的意識。內容敘述著一位不是為了擊敗壞蛋而是為了郊遊而出城的王子，在經過酸梅公主的城堡時遇見酸梅公主和森林的伙伴，但突然的大洪水將他們沖走，在王子與夥伴的幫助下逃過一劫，但酸梅公主卻昏倒沒有甦醒，而王子也努力將酸梅公主喚醒，與大家一起過著快樂的生活。
- 酸梅公主們

白鳥藉小梢與其他人格們的形象所做出的角色，在最後時四位酸梅公主化身為劍士(影射早紀)、妖精(影射魚子)、舞者(影射千百合)與魔法師(影射小棗)。
- 王子

出城郊遊的王子，帶著魔法蠟筆與畫本。影射著白鳥本身。
- 森林裡的夥伴

居住在酸梅城堡附近森林的動物們，影射著鳴瀧莊的房客們。

## 主要舞台

### 鳴瀧莊(鳴滝荘)
東京都港區雙葉台2-3-13，
位於高樓大廈中的一棟日式庭園，外貌古樸。
平房呈「口」字形，內有一庭院。
圍繞庭院的走廊中、其中一條柱是假的(見漫畫單行本第二集)。
庭院裡樹木茂盛，有一個池塘。
廚房共用，男女浴室相連不相通。
附近有車站，商店街，便利店及公園。
新租戶將獲得碗，常常舉行通宵派對（桃乃惠的好事）。

### 雙葉銀座
阿甘堂（あかんどう）
烤餅店，阿甘堂的姐姐總是這裡。

### 其他地方
- 皇設計專門學校
- 鷲田大學
- 水無月家

## 出版書籍

### 單行本
| 卷數 | 史克威爾艾尼克斯 | 史克威爾艾尼克斯                                        | 東立出版社     | 東立出版社         | 東立出版社 |
| 卷數 | 發售日期         | ISBN                                                    | 發售日期       | ISBN               |            |
| ---- | ---------------- | ------------------------------------------------------- | -------------- | ------------------ | ---------- |
| 1    | 2001年7月27日    | ISBN 4-7575-0501-9                                      | 2004年11月19日 | ISBN 986-11-5327-6 |            |
| 2    | 2002年1月26日    | ISBN 4-7575-0625-2                                      | 2004年11月19日 | ISBN 986-11-5328-4 |            |
| 3    | 2002年7月27日    | ISBN 4-7575-0750-X                                      | 2005年3月3日   | ISBN 986-11-5949-5 |            |
| 4    | 2002年12月25日   | ISBN 4-7575-0848-4                                      | 2005年3月3日   | ISBN 986-11-5949-5 |            |
| 5    | 2003年9月27日    | ISBN 4-7575-1039-X ISBN 4-7575-1040-3（初回限定特装版） | 2005年5月2日   | ISBN 986-11-6159-7 |            |
| 6    | 2003年12月27日   | ISBN 4-7575-1115-9                                      | 2005年5月2日   | ISBN 986-11-6160-0 |            |
| 7    | 2004年9月27日    | ISBN 4-7575-1278-3                                      | 2005年6月1日   | ISBN 986-11-6161-9 |            |
| 8    | 2004年12月27日   | ISBN 4-7575-1340-2 ISBN 4-7575-1329-1（初回限定特装版） | 2005年6月1日   | ISBN 986-11-6162-7 |            |
| 9    | 2005年4月27日    | ISBN 4-7575-1415-8                                      | 2005年6月30日  | ISBN 986-11-7013-8 |            |
| 10   | 2005年11月27日   | ISBN 4-7575-1531-6                                      | 2006年2月17日  | ISBN 986-11-7797-3 |            |
| 11   | 2006年4月27日    | ISBN 4-7575-1675-4                                      | 2006年7月24日  | ISBN 986-11-8455-4 |            |
| 12   | 2006年7月27日    | ISBN 4-7575-1728-9                                      | 2006年10月24日 | ISBN 986-11-8833-9 |            |

### 其他書籍
導讀手冊
- まほらば蒼 - 2005年7月27日發售、ISBN 4-7575-1490-5

插畫&四格集
- まほらば白 - 2006年7月27日發售、ISBN 4-7575-1732-7

## 電視動畫

### 主題曲
- OP：大事♥Da・I・Ji

歌：佐伯美愛、白石涼子；作詞：；作曲：；編曲：牧野信博
- ED：

歌、作詞、作曲：米倉千尋；編曲：高山和芽

### 各話标题
| 話数 | 标题                    | 脚本           | 分镜       | 演出       | 作画監督          |
| ---- | ----------------------- | -------------- | ---------- | ---------- | ----------------- |
| 1    | ようこそ鳴滝荘へ        | 山田靖智       | 木村真一郎 | 木村真一郎 | 大木良一          |
| 2    | 大家さんのひみつ        | 山田靖智       | 長井龍雪   | 長井龍雪   | 清水博幸          |
| 3    | 大切な場所              | 山田靖智       | 木村真一郎 | 西村博昭   | 大河原晴男        |
| 4    | ぬくぬく                | 山田靖智       | 桜美かつし | 鈴木洋平   | 大木良一          |
| 5    | ネガポジ                | 佐藤勝一       | 伊藤真朱   | 伊藤真朱   | 丸山隆            |
| 6    | 珠チェック              | 滝晃一         | 又野弘道   | 又野弘道   | 小山知洋          |
| 7    | かくれんぼ              | 新宅純一       | 転房圭二   | 鈴木洋平   | 織枝一寛          |
| 8    | おかいモノ              | あみやまさはる | 長井龍雪   | 長井龍雪   | 佐野英敏          |
| 9    | これくと!               | 山田靖智       | 西村博昭   | 西村博昭   | 柳伸亮            |
| 10   | スケッチ                | 滝晃一         | 上原秀明   | 鈴木洋平   | 大木良一          |
| 11   | 想い…                   | あみやまさはる | 伊藤真朱   | 伊藤真朱   | 丸山隆            |
| 12   | 夏だ! 水着だ! 海水浴だ! | 佐藤勝一       | 又野弘道   | 又野弘道   | 小山知洋          |
| 13   | 鳴滝荘のタカラモノ      | 山田靖智       | 長井龍雪   | 長井龍雪   | 佐野英敏          |
| 14   | 夏の終わりに            | 新宅純一       | 西村博昭   | 西村博昭   | 柳伸亮            |
| 15   | …かも                   | 山田靖智       | 木村真一郎 | 鈴木洋平   | 野口孝行          |
| 16   | 千客万来                | 佐藤勝一       | 転房圭二   | 上原秀明   | 丸山隆            |
| 17   | そらのいろ              | 滝晃一         | 上原秀明   | 上原秀明   | 大木良一          |
| 18   | にゃーにゃーにゃー      | 新宅純一       | 伊藤真朱   | 伊藤真朱   | 大木良一          |
| 19   | みんなの一日            | あみやまさはる | 又野弘道   | 又野弘道   | 小山知洋          |
| 20   | 学園祭にて              | 新宅純一       | 西村博昭   | 西村博昭   | 大河原晴男        |
| 21   | 親・子                  | あみやまさはる | 長井龍雪   | 長井龍雪   | 佐野英敏          |
| 22   | 大事…                   | あみやまさはる | 鈴木洋平   | 鈴木洋平   | 石田啓一 柴田志郎 |
| 23   | 紅葉の中で              | 佐藤勝一       | 転房圭二   | 上田繁     | 佐野英敏          |
| 24   | すず                    | 滝晃一         | 上原秀明   | 上原秀明   | 丸山隆            |
| 25   | 告げる夜                | 山田靖智       | 長井龍雪   | 長井龍雪   | 大木良一          |
| 26   | まほらば                | 山田靖智       | 木村真一郎 | 木村真一郎 | 藤井昌宏          |

## 外部連結
- Square Enix所設置的漫畫版網站 （页面存档备份，存于）（日語）
- 東京電視台：まほらば ~ Heartful Days （页面存档备份，存于）（日語）